# Теснівка (річка)
Теснівка — річка в Україні, у Звягельському районі Житомирської області, права притока Тні.

## Опис
Довжина річки — 19 км, площа басейну 90,6 км². впадає до Тні за 10 км від її гирла.